# Fuencarral-El Pardo
Fuencarral-El Pardo è uno dei distretti in cui è suddivisa la città di Madrid, in Spagna. Viene identificato col numero 8.

## Geografia fisica
Il distretto, il più grande della città, occupa la parte settentrionale del territorio del comune.

### Suddivisione
Il distretto è suddiviso amministrativamente in 8 quartieri (Barrios):
- Barrio del Pilar
- El Goloso
- El Pardo
- Fuentelarreina
- La Paz
- Mirasierra
- Peñagrande
- Valverde